# Sâg
Sâg – wieś w Rumunii, w okręgu Sălaj, w gminie Sâg. W 2011 roku liczyła 656 mieszkańców.